# Halocline
Een halocline is de overgangszone tussen waterlagen van verschillend zoutgehalte. Zoetere en zoutere waterlagen mengen daar nauwelijks, de zoetere waterlagen 'drijven' op de zoutere, omdat deze laatste een hogere ionsterkte en dichtheid hebben. Daardoor ontstaat een halocline of zoutgehaltesprong.
Halocline is een van de verschijnselen die tot de pycnocline gerekend worden.
De halocline wordt ook in de sciencefictionminiserie van Dean Devlin The Triangle gebruikt.